# Nitronatrit
Nitronatrit (Glocker, 1847), chemický vzorec NaNO3 (dusičnan sodný), je klencový minerál.
Název je odvozen z chemického složení – nitrát = dusičnan, natrium = sodík. Synonyma jsou: nitratin a chilský ledek.

## Původ
Hlavně v podkladu solných plání nebo v jeskyních, kde se ukládají dusičnany vyluhované ze svrchních vrstev díky občasným dešťům. Tvoří výkvěty v aridních oblastech.

## Morfologie
Vzácně tvoří romboedrální krystaly {1011} do 3 mm délky. Běžně zrnité až kompaktní masy, povlaky a výkvěty.

## Vlastnosti
- Fyzikální vlastnosti: Tvrdost 1½ – 2, hustota 2,24 – 2,29 g/cm³, štěpnost dokonalá podle {1011}, lom lasturnatý.
- Optické vlastnosti: Barva: bezbarvý, bílá lehce zbarvená nečistotami (červenohnědá, šedá, nažloutlá), bezbarvý v procházejícím světle. Lesk skelný až matný, průhlednost: průsvitný, vryp bílý.
- Chemické vlastnosti: Složení: Na 27,05 %, N 16,48 %, O 56,47 %. Před dmuchavkou se taví a barví plamen žlutě. Rozpouští se ve vodě, ponechán na vzduchu vlhne – je hygroskopický. Má chladivě slanou chuť.

## Parageneze
- halit, mirabilit, nitrokalit, sádrovec, epsomit

## Získávání
Povrchovou těžbou.

## Využití
Jako hnojivo, v metalurgii, v potravinářském a chemickém průmyslu. V současnosti se však používá pro tyto účely syntetizovaný dusičnan sodný.

## Naleziště
Nitronatrit se vyskytuje poměrně řídce.
Některé lokality:

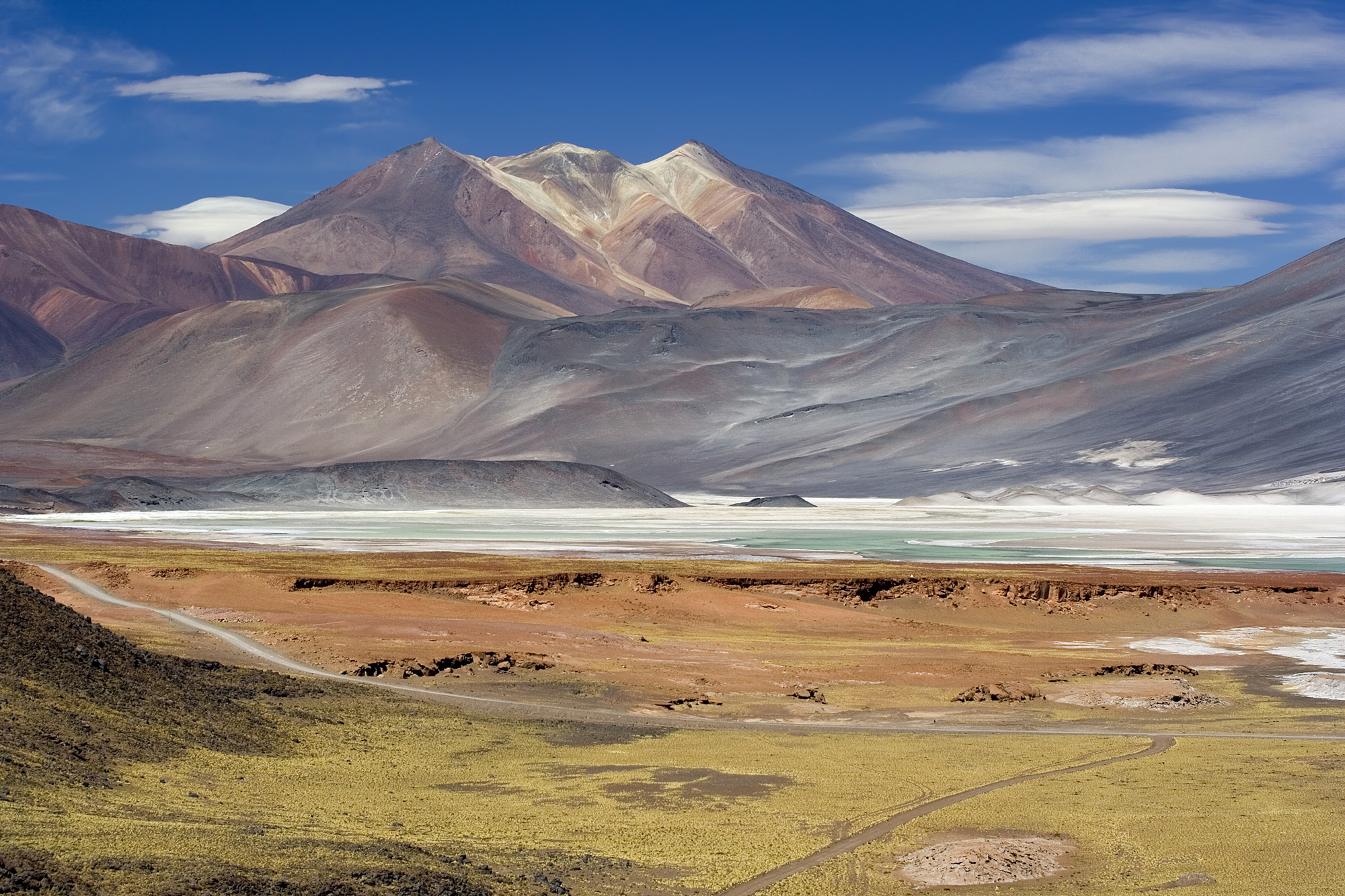
Solná pláň poblíž San Pedro de Atacama

- Slovensko – v jeskyních Plešivecké planiny
- Chile – regiony Tarapacá a Antofagasta a i další oblasti podél pobřeží mají zásoby v miliardách tun
- USA – Národní park Death Valley, Kalifornie,…
- Rusko – pohoří Chibiny a Lovozerské tundry na poloostrově Kola
- Ukrajina – Kerčský poloostrov Krymského poloostrova
- Bahamy – v jeskyních ostrova San Salvador